# Альтабграбунг Клингенбергер
Альтабграбунг Клингенбергер (нем. Altabgrabung Klingenberger) — природоохранная территория в городе Лангенфельд (района Меттман, Северный Рейн-Вестфалия, Германия).

## Положение
Природоохранная территория находится на юго-западной окраине Лангенфельда. Автобан A 59 ограничивает его с запада, автобан А 542 — с юга, железнодорожная линия Дюссельдорф-Кёльн — с востока, и железнодорожная линия Лангенфельд-Монхайм-ам-Райн — с севера.

## Описание
В 1984 году территория площадью около 26 гектаров была определена в качестве природоохранной под кодовым номером МЕ-019.
Природоохранная территория представляет собой бывший полностью огороженный гравийный карьер на окраине Лангенфельда. Олиго-мезотрофное озеро имеет прозрачность до двух метров. Водные растения встречаются до глубины примерно 5 метров. Водоросли Elodea nuttallii иногда в изобилии растут у берега, а уруть колосистая часто встречается на большей глубине. Глубже следует зона харовых водорослей. Лишь изредка появляются Лишь изредка появляется рдестовые. Склоны водного бассейна имеют пологий характер.
В 1990-е годы на озере образовались многочисленные острова с крупными гравийными шапками, большая часть которых уже заросла ивами, ольхой и ежевикой. Заросли ольховника и ивняка образовали по берегам такую густую поросль, что озеро за ними не просматривается. Большой участок  гравия на юге охраняемой территории регулярно очищается от кустарника и зарастает редкой пионерной и рудеральной растительностью. На юге, у дороги земельного значения L 43 постепенно разросся молодой смешанный березовый лес.Здесь же расположены многочисленные понижения, периодически поливаемые водой, часть из которых заросла камышом.
Из-за запрета на въезд и рыбалку, эта территория имеет большое значение как место размножения, отдыха и линьки видов птиц, чувствительных к беспокойству. Среди других гнездящихся здесь птиц отмечены хохлатые утки, малые поганки и большие поганки. Эту территорию, как место отдыха, используют также малый зуёк, перевозчик, серая утка и другие водоплавающие.
В озере регулярно встречается находящаяся под угрозой исчезновения крупная прудовая мидия. В 1990 годы сюда был выпущен и прижился горчак, являющийся очень редким видом рыбы в Северном Рейне-Вестфалии.
Природоохранная территория являются важным местом размножения земноводных и редких стрекоз. Неглубокие места водоёма стали прибежищем для камышовой жабы. Сухие участки с небольшим количеством растительности служат средой обитания для находящихся под угрозой исчезновения прыткой ящерицы и теплолюбивых насекомых, таких как голубокрылая кобылка.
В озёрном бассейне произрастают также виды растений, занесенные в Красную книгу, такие как водокрас лягушачий и красовласка.
Водоем является частью важной сети стоячих водных биотопов в районе Монхайм-Лангенфельда, созданной в результате карьерной деятельности. Эта территория является биотопом-убежищем для видов растений и животных, обитающих в бедных питательными веществами стоячих водах и открытых гравийных участках в условиях интенсивного земледелия или в непосредственной близости от населённых пунктов.

## Галерея

Биологическое многообразие природоохранной территории
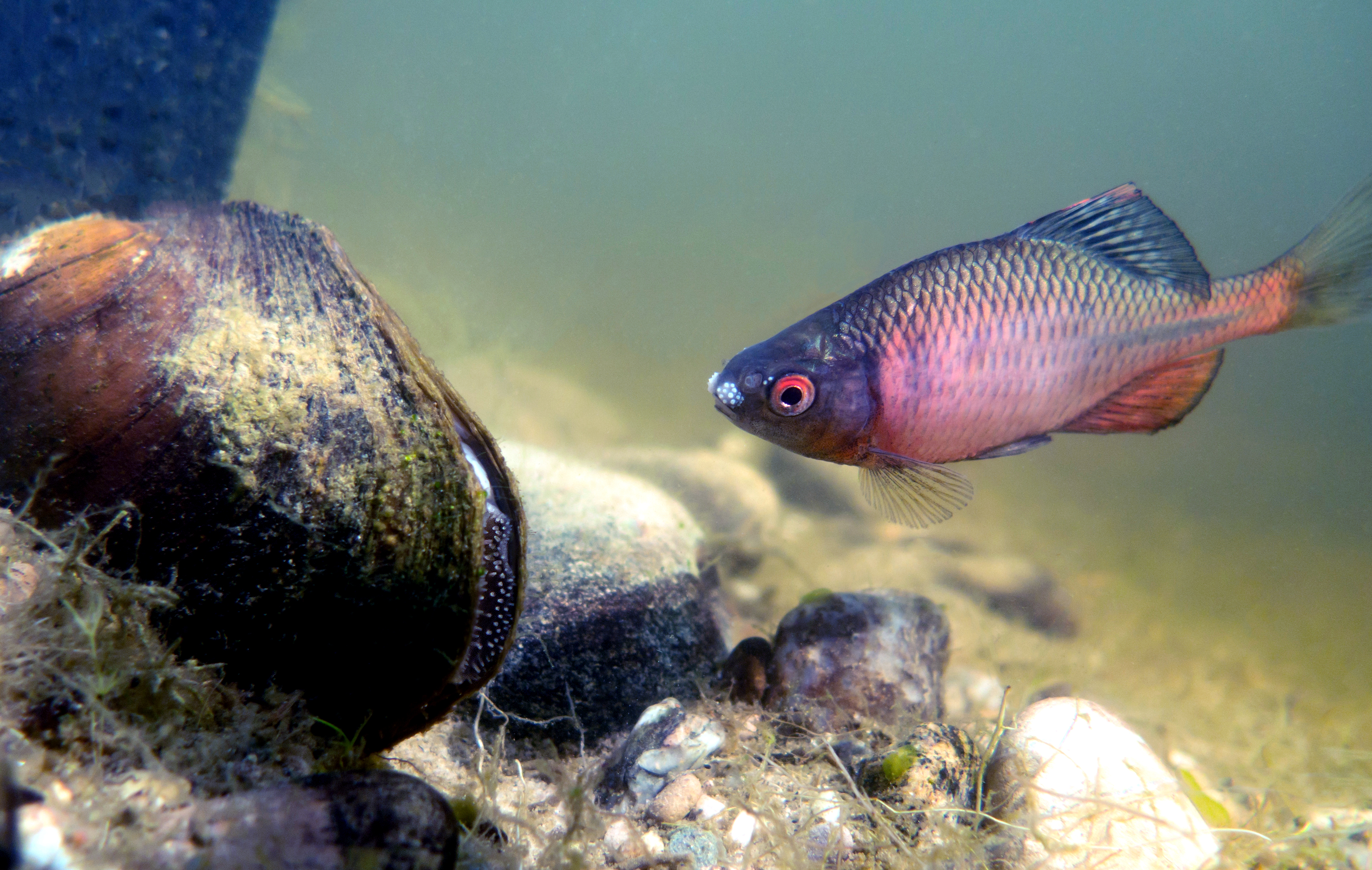
Прудовая мидия играет важнейшую роль в размножении горчаков
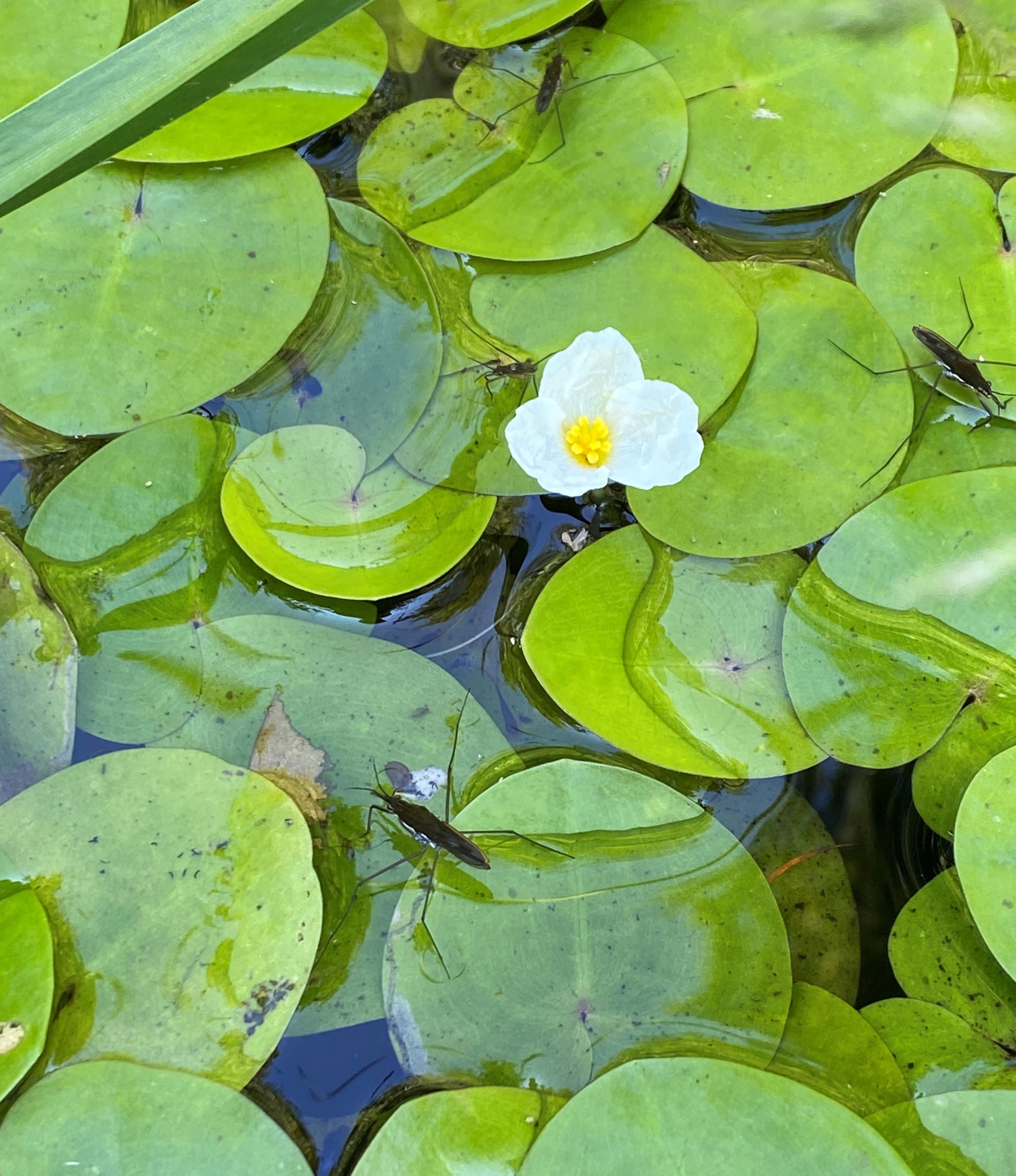
Водокрас лягушачий — исчезающий вид стоячих вод
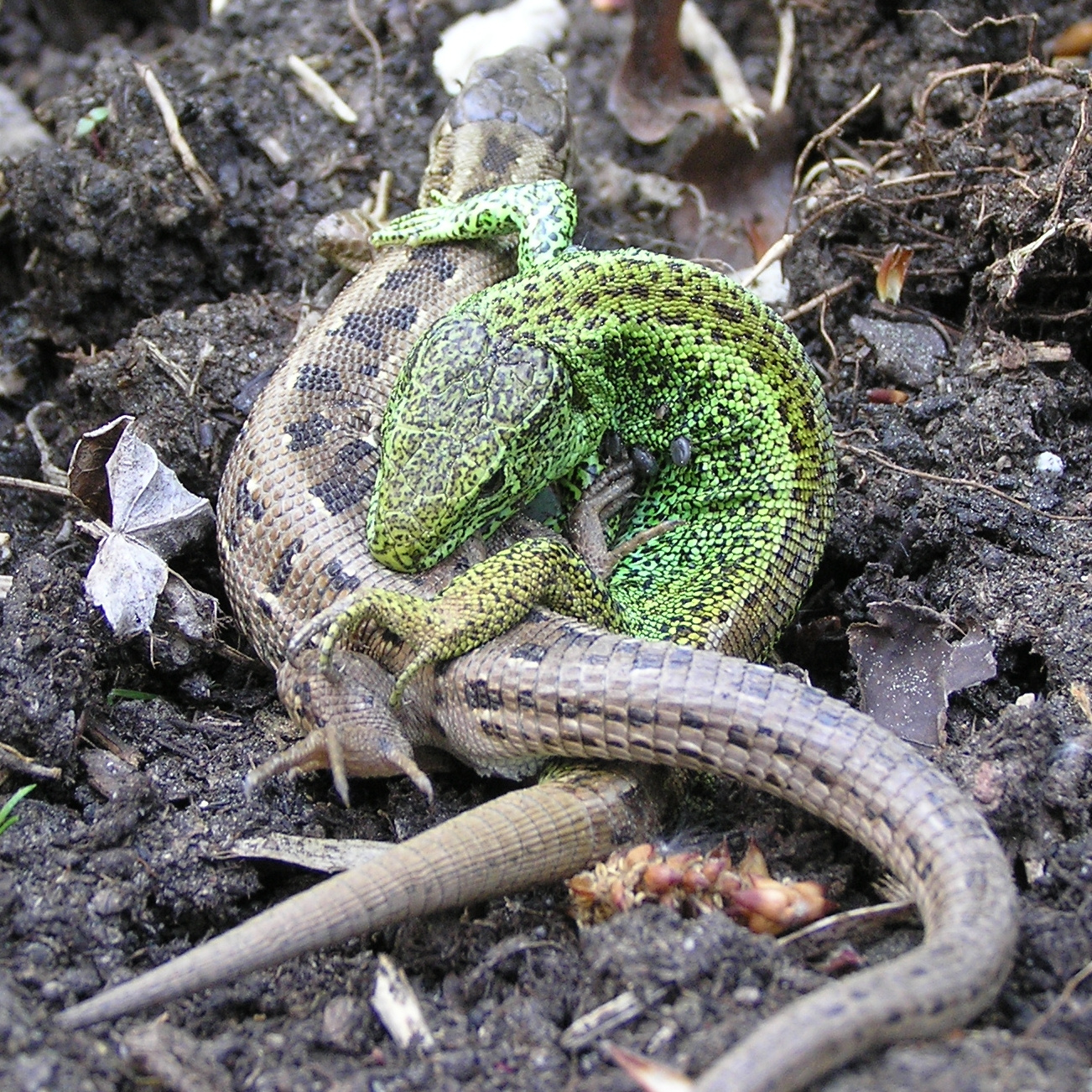
Спаривание прыткой ящерицы
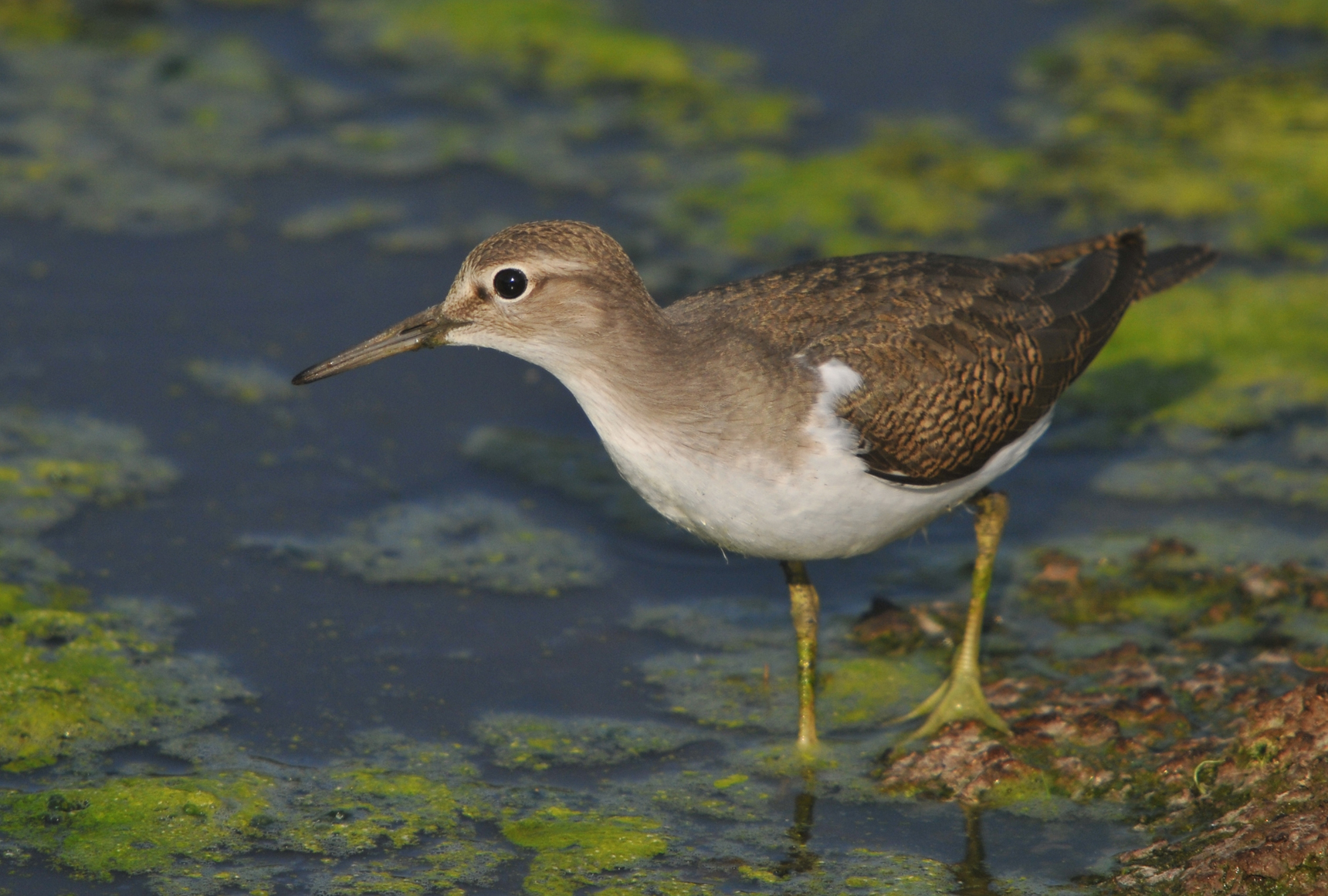
Кулики также обитают в гравийных карьерах
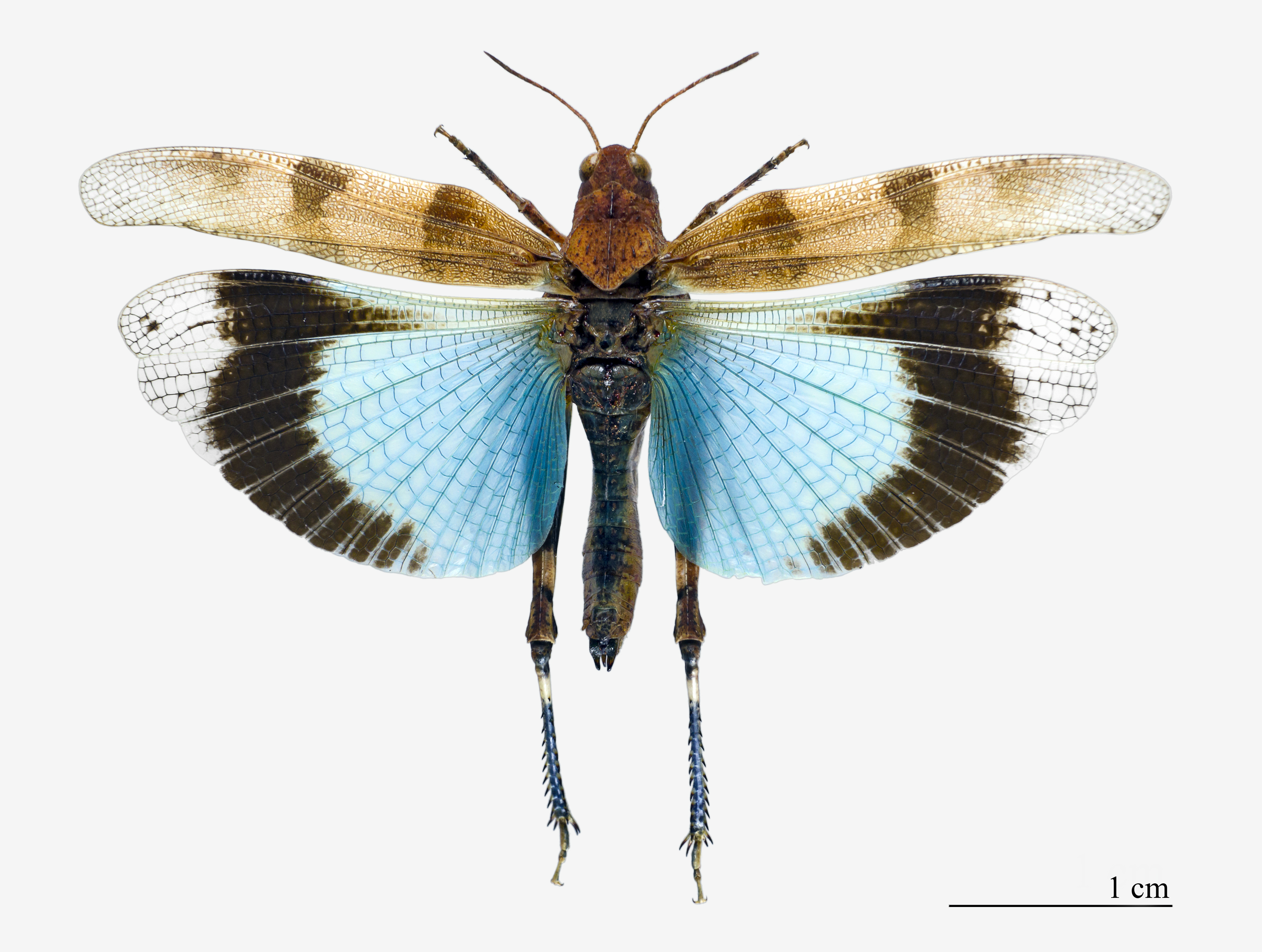
Голубокрылая кобылка требует солнечных гравийных или песчаных мест.